# Alperen Duymaz
Alperen Duymaz (Ankara, 3 de noviembre de 1992) es un actor y exmodelo turco.

## Biografía
Nació el 3 de noviembre de 1992 en Ankara, Turquía. Su padre es un profesor de literatura y su madre es una profesora jubilada. Alperen se interesó por la actuación y la música a temprana edad.
Culminó sus estudios en el conservatorio estatal de Ankara de la universidad de Hacettepe.
Durante el 2014, trabajó como modelo en catálogos de varias empresas. Comenzó su carrera actoral en el año 2015 en la serie de televisión Tatlı Küçük Yalancılar (adaptación de la serie estadounidense Pretty Little Liars), siendo parte del elenco principal. 
Su actuación en dicho proyecto llamó la atención de varios productores y debido a esto, tiempo después, Alperen se mudó a Estambul.  
Obtuvo su primer rol protagónico en Acı Aşk, donde dio vida al personaje Ali Köklükaya durante los años 2015-2016. Después de esto, actuó en Bodrum Masalı por Kanal D hasta mediados del 2017, siendo este un importante paso para su carrera debido al éxito de la serie.
A principios de 2018, protagonizó su primera película Direniş Karatay. En febrero del mismo año, empezó a trabajar para la productora Ay Yapım en el elenco principal de Çukur, interpretando a Emrah Alp/comisario Emrah. Actualmente, Duymaz protagoniza Çarpışma junto a Kıvanç Tatlıtuğ, serie emitida todos los jueves por el canal turco Show TV.

## Filmografía

### Televisión
| Año       | Título                 | Personaje                 | Nota(s)          |
| --------- | ---------------------- | ------------------------- | ---------------- |
| 2015      | Tatlı Küçük Yalancılar | Cesur Ademoğlu            | Elenco principal |
| 2015-2016 | Acı Aşk                | Ali Köklükaya             | Protagonista     |
| 2016-2017 | Bodrum Masalı          | Ateş Ergüven              | Protagonista     |
| 2018      | Çukur                  | Emrah Alp/Comisario Emrah | Elenco Principal |
| 2018-2019 | Çarpışma               | Kerem Korkmaz             | Protagonista     |
| 2020      | Zemheri                | Ayaz Korkmaz              | Protagonista     |
| 2021-     | Son Yaz                | Akgün Gökalp Taşkın       | Protagonista     |

### Cine
| Año  | Título          | Personaje | Nota(s)      |
| ---- | --------------- | --------- | ------------ |
| 2018 | Direniş Karatay | Kutay     | Protagonista |